# Unité urbaine de Montpon-Ménestérol
L'unité urbaine de Montpon-Ménestérol est une unité urbaine française centrée sur la ville de Montpon-Ménestérol, dans le département de la Dordogne et débordant à l'ouest sur la Gironde.

## Données globales
Dans le zonage réalisé par l'Insee en 1999, l'unité urbaine (l'agglomération) de Montpon-Ménestérol était composée de sept communes, dont quatre en Dordogne, dans l'arrondissement de Bergerac, et trois en Gironde, dans l'arrondissement de Libourne.
En 2010, selon le nouveau zonage de l'Insee, l'unité urbaine de Montpon-Ménestérol est composée des mêmes sept communes.
Elle représentait jusqu'en 2019 le pôle urbain de l'aire urbaine de Montpon-Ménestérol qui s'étendait sur ces mêmes communes. En 2020, la notion d'aire urbaine a été abandonnée et remplacée par celle d'aire d'attraction d'une ville. L'aire d'attraction de Montpon-Ménestérol est composée de treize communes du seul département de la Dordogne.
Dans le nouveau zonage de 2020, selon l'Insee, le périmètre de l'unité urbaine est resté constant.

## Composition 2020 de l'unité urbaine
La liste ci-dessous indique les communes appartenant à l'unité urbaine de Montpon-Ménestérol, selon la délimitation de 2020, avec leur population municipale, issue du recensement le plus récent. Les communes de la Gironde sont listées après celles de la Dordogne.
| Nom                               | Code Insee | Département | Statut       | Superficie (km2) | Population (dernière pop. légale) | Densité (hab./km2) | Modifier                                    |
| --------------------------------- | ---------- | ----------- | ------------ | ---------------- | --------------------------------- | ------------------ | ------------------------------------------- |
| Montpon-Ménestérol (ville-centre) | 24294      | Dordogne    | ville-centre | 46,34            | 5 845 (2022)                      | 126                | modifier les données · modifier les données |
| Ménesplet                         | 24264      | Dordogne    | banlieue     | 18,91            | 1 911 (2022)                      | 101                | modifier les données · modifier les données |
| Moulin-Neuf                       | 24297      | Dordogne    | banlieue     | 8,62             | 973 (2022)                        | 113                | modifier les données · modifier les données |
| Le Pizou                          | 24329      | Dordogne    | banlieue     | 17,02            | 1 416 (2022)                      | 83                 | modifier les données · modifier les données |
| Gours                             | 33191      | Gironde     | banlieue     | 7,89             | 523 (2022)                        | 66                 | modifier les données · modifier les données |
| Porchères                         | 33332      | Gironde     | banlieue     | 13,19            | 876 (2022)                        | 66                 | modifier les données · modifier les données |
| Saint-Antoine-sur-l'Isle          | 33373      | Gironde     | banlieue     | 10,40            | 581 (2022)                        | 56                 | modifier les données · modifier les données |

## Évolution démographique
| 1968  | 1975  | 1982   | 1990   | 1999   | 2006   | 2011   | 2016   | 2022   |
| ----- | ----- | ------ | ------ | ------ | ------ | ------ | ------ | ------ |
| 9 656 | 9 960 | 10 040 | 10 076 | 10 005 | 10 873 | 11 274 | 11 549 | 12 125 |

Histogramme

(élaboration graphique par Wikipédia)

#### Données générales
- Unité urbaine en France
- Aire d'attraction d'une ville
- Liste des unités urbaines de France

#### Données démographiques en rapport avec l'unité urbaine de Montpon-Ménestérol
- Aire d'attraction de Montpon-Ménestérol
- Aire urbaine de Montpon-Ménestérol
- Arrondissement de Périgueux
- Arrondissement de Libourne

#### Données démographiques en rapport avec la Dordogne et la Gironde
- Démographie de la Dordogne
- Démographie de la Gironde